# 莫斯科大公
莫斯科大公（Великий князь московский）是中世纪俄罗斯封建分裂时期莫斯科公国统治者的称号。

## 历史
“莫斯科”这个地名在俄罗斯编年史中第一次出现，是在著名的苏兹达尔王公长手尤里统治时期（具体为1147年）。当时它只是一个小集市。因此，长手尤里常常被认为是莫斯科的建立者。
从12世纪到蒙古人入侵，莫斯科的发展规模极其有限。它只是弗拉基米尔公国的一个不太重要的货物集散地，也没有自己的王公。蒙古人的征服改变了这种情况，随着一些古老的城市因蒙古人的蹂躏而衰落下去，莫斯科逐渐引起了一些王公的注意。1263年，诺夫哥罗德王公兼弗拉基米尔大公亚历山大·涅夫斯基将莫斯科作为自己最小的儿子丹尼尔·亚历山德罗维奇的领地。从丹尼尔·亚历山德罗维奇开始一代代出了许多能干的统治者。
在蒙古人对俄罗斯近300年的统治中，莫斯科大公的权力逐渐强大起来。莫斯科大公在俄罗斯各王公中采取了最有力的政策：对金帐汗国的蒙古统治者巧妙应付，争取东正教的支持，削弱其他王公的力量。在最具代表意义的、争夺弗拉基米尔大公称号的斗争中，莫斯科大公挫败了特维尔大公和梁赞大公的竞争，使这个有用的头衔几乎为莫斯科大公家族所垄断。1378年，大公德米特里·顿斯科伊击败金帐汗国的军队，从而打破了蒙古人不可战胜的神话。在大公伊凡三世时代最后摆脱了蒙古人的统治，并且消灭了大多数有封邑的公爵，基本完成了俄罗斯国家的统一。在一些文献中，伊凡三世已经被称为沙皇。1547年，大公伊凡四世加冕为沙皇，莫斯科大公头衔遂成为历史。

## 早期王公
- 约1238年，弗拉基米尔·尤里耶维奇
- 1246年—1248年，米哈伊尔·雅罗斯拉维奇·霍罗布里特
- 1248年—1263年，鲍里斯·米哈伊洛维奇

## 历任大公
- 1276年 - 1303年，丹尼尔·亚历山德罗维奇
- 1303年 - 1325年，尤里·丹尼洛维奇
- 1325年 - 1340年，伊凡一世
- 1340年 - 1353年，谢苗一世
- 1353年 - 1359年，伊凡二世
- 1359年 - 1389年，德米特里·伊凡诺维奇
- 1389年 - 1425年，瓦西里一世
- 1425年 - 1433年，瓦西里二世
- 1433年，尤里·德米特里耶维奇
- 1433年 - 1434年，瓦西里二世
- 1434年，尤里·德米特里耶维奇
- 1434年，瓦西里·科索伊
- 1434年 - 1445年，瓦西里二世
- 1445年，德米特里·舍米亚卡
- 1445年 - 1446年，瓦西里二世
- 1446年 - 1447年，德米特里·舍米亚卡
- 1447年 - 1462年，瓦西里二世
- 1462年 - 1505年，伊凡三世
- 1505年 - 1533年，瓦西里三世
- 1533年 - 1547年，伊凡四世